# Chiu Chuang-huan
Chiu Chuang-huan (chiń. 邱創煥; pinyin Qiū Chuànghuàn; ur. 25 lipca 1925, zm. 2 lipca 2020) – polityk tajwański.

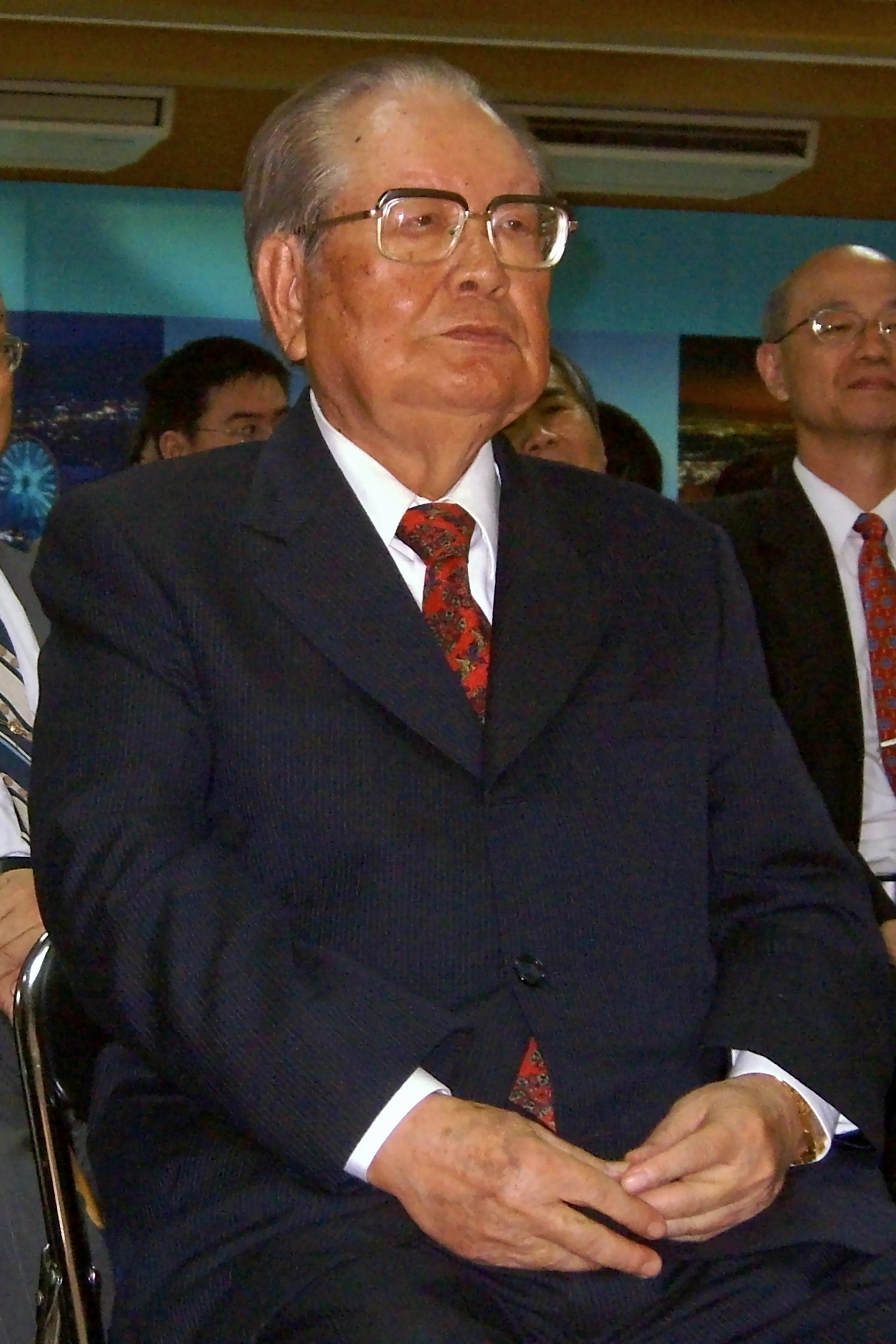
Chiu Chuang-huan

Urodził się w powiecie Zhanghua na Tajwanie. Ukończył nauki polityczne na Narodowym Uniwersytecie Chengchi. Pełnił funkcję ministra spraw wewnętrznych (1978–1981), wicepremiera (1981–1984) i gubernatora prowincji Tajwan (1984–1990). W latach 1993–1996 był przewodniczącym Yuanu Egzaminacyjnego.